# Джилиън Дженсън
Джилиън Дженсън (на английски: Jillian Janson) е американска порнографска актриса и екзотична танцьорка.

## Ранен живот
Родена е на 23 май 1995 г. в град Минеаполис, щата Минесота, САЩ. Тя е от смесен етнически произход – ирландски, норвежки, шотландски, шведски и уелски.
Когато е на 14 години започва първата си работа – в „Макдоналдс“. След това работи в магазин. На 17-годишна възраст се занимава в продължение на около една година с телемаркетинг. Работи и като сервитьорка в ресторант, наречен „Perkins“.

## Кариера
Дебютира като актриса в порнографската индустрия през август 2013 г., когато е на 18-годишна възраст. Тогава е все още ученичка в гимназията и ѝ се налага да напусне училище след като нейни съученици разбират за кариерата ѝ в порното и започват да я тормозят.
През 2015 г. прави първата си сцена с блоубенг (фелацио на множество мъже) във филма „Facialized: Vol. 2“.
През март 2015 г. започва да се изявява и като екзотична танцьорка.
През 2016 г. е включена в списъка „Мръсната дузина: най-големите звезди на порното“ на телевизионния канал CNBC.

## Награди
Носителка на награди
- 2015: NightMoves награда за изпълнителка на годината (избор на авторите).[8]
- 2016: AVN награда за най-добра POV секс сцена – „Eye Contact“ (с Ейдра Фокс и Джулс Джордан).[9]

Номинации
- 2015: Номинация за AVN награда за най-добра нова звезда.[10]